# Albert Paschoud
Albert Paschoud (* 24. Mai 1877 in Lutry; † 6. Februar 1949 in La Conversion in der Gemeinde Lutry, reformiert, heimatberechtigt in Forel (Lavaux) und Lutry) war ein Schweizer Politiker (FDP).

## Biografie
Albert Paschoud kam am 24. Mai 1877 in Lutry als Sohn des Notars und freisinnigen Politikers David Paschoud und der Louise Julie geborene Deprez zur Welt. Paschoud absolvierte nach dem Besuch der Industrieschule in Lausanne eine Ausbildung zum Weinbauer und Baumschulgärtner. 
Daneben amtierte Albert Paschoud, der in der Waadtländer Landeskirche aktiv war, zwischen 1910 und 1942 als Präsident des Kirchgemeinderats und als Mitglied der Synodalkommission. Des Weiteren hatte er von 1935 bis 1947 ein Verwaltungsratsmandat bei der Crédit Foncier Vaudois inne. 
Er heiratete 1900 Louise, die Tochter des Landwirts Louis Pavillard. Albert Paschoud verstarb am 6. Februar 1949 in seinem 72. Lebensjahr in La Conversion. Er war ein Halbbruder des freisinnigen Politikers und Hochschullehrers Maurice Paschoud.

## Politische Laufbahn
Als Mitglied der Freisinnigen gehörte Albert Paschoud auf kommunaler Ebene ab 1900 der Legislative im Gemeinderat von Lutry an. Auf kantonaler Ebene vertrat er seine Partei von 1909 bis 1917 sowie 1919 bis 1927 im Waadtländer Grossrat. Darüber hinaus nahm er von 1935 bis 1943 Einsitz in den Nationalrat.
Als Gründer und Präsident der Fédération romande des vignerons bekämpfte Albert Paschoud in den Jahren 1918 bis 1941 die durch einen Bundesbeschluss eingeführte Weinsteuer.